# Forte Haideck
Il forte di Haideck (in tedesco Werk Haideck) era un forte appartenente all'Impero austro-ungarico, costruito per proteggere il proprio territorio da una possibile invasione nemica proveniente dal Regno d'Italia. Il forte appartiene al grande sistema di fortificazioni austriache al confine italiano.
Il forte si trova nella val di Sesto, presso il paese di Sesto, in val Pusteria, all'inizio della Val Fiscalina a una quota di 1413 metri e sbarrava la strada assieme al forte Mitterberg.  La  sua costruzione avvenne fra il 1884 e il 1889.
Del forte oggi non restano che poche macerie.

## Storia
Con il forte Mitterberg e  con le ridotte del monte Gasella di Dentro (Innergsellberg) e del monte Arnese (Hornischegg), essi costituivano la chiusa di Sesto, con lo scopo di impedire un'ipotetica invasione italiana dal passo di Monte Croce di Comelico per la Val Pusteria, con la sua linea ferroviaria (ferrovia della Val Pusteria) di grande importanza per rifornire e muovere le truppe.
Il forte tuttavia venne disarmato all'inizio delle ostilità dato che aveva una struttura antiquata e quindi non avrebbe resistito ai tiri dell'artiglieria italiana.
Infatti dal 31 luglio il forte venne bombardato dall'artiglieria italiana, che usava obici da 280 millimetri.
Le sue parti furono riutilizzate dai soldati austroungarici per edificare nuove postazioni per la fanteria. Il materiale giungeva dalla Croda Rossa di Sesto.
Alla fine della guerra il forte fu minato e distrutto.
Inoltre per la ricostruzione dei paesi di Sesto e di Moso, vennero usate le grosse pietre del forte oramai distrutto.

## Curiosità
Il forte era composto da una struttura compatta che si articola su 3 piani in superficie e con una copertura piatta che si inclina verso il fronte. La struttura è una costruzione alquanto rozza.
Per la sua edificazione furono montate 2 funivie e 2 linee a scartamento ridotto dal fondo valle per trasportare i materiali per la sua realizzazione.
Le comunicazioni del forte avvenivano attraverso una linea telefonica che lo collegava al paese di Sesto e con telegrafi ottici di tipo M3.
In totale al forte era previsto che stanziasse una guarnigione di circa 160 soldati.

## Armamento
- 2 cannoni da 12 centimetri Modello 80/96 in cannoniera minima;
- 3 obici da 10 centimetri M.5;
- 4 mitragliatrici oltre ad altri pezzi in posizione campale.